# Centre commun de la Sécurité sociale
Le Centre commun de la Sécurité sociale (CCSS) est un établissement public luxembourgeois qui, dans le cadre du système de sécurité sociale, est principalement chargé de la perception des cotisations et de l'affiliation des assurés.

## Histoire
Le CCSS a été créé en 1974 et est devenu un établissement public à part entière en 1990.

## Missions
Le CCSS a pour missions majeures :
- l'organisation de l'informatisation, de la collecte et du traitement des données informatiques pour le compte des différentes institutions et administrations de sécurité sociale ;
- l'affiliation des assurés ainsi que la détermination, la perception, le recouvrement forcé, la comptabilisation et la répartition des cotisations d'assurance maladie, des cotisations d'assurance accident, des cotisations d'assurance pension, de la contribution dépendance et des cotisations pour la Mutualité des employeurs.